# Carlos Carranza Sainz
General José Carlos Carranza Sainz fue un militar mexicano que participó en la Revolución mexicana. Nació en la ciudad de Chihuahua el 4 de diciembre de 1879, siendo hijo de Pascual Carranza Garza, el hermano mayor de Venustiano Carranza, y de Soledad Sainz. A diferencia de sus demás familiares es reconocido en la historia mexicana como el único pariente de los Carranza que luchó contra Venustiano pues militó en las fuerzas de Francisco Villa durante el movimiento constitucionalista y después de éste, desobedeciendo a los mandatos de su tío. Al término de la lucha se avecindó en Mazatlán, Sinaloa, donde murió en agosto de 1930. 